# Jesus, det eneste
Jesus, det eneste är en psalm med text skriven 1904 av Ole Theodor Moe.
Oscar Lövgren skriver om psalmen: “Kristushymn, diktad 1904 och trykt i Bymissionaeren 6.8 samma år. M. fick inspirationen till sången, då han en söndagsförmiddag lyssnade till en predikan i ett kapell i Oslo. Möjligen utan förf:s avsikt var han påverkad av en Maria-visa, som 1893 översatts för Katholsk Salmebog: Du er den reneste kvinne og eneste. Denna är en övers. från Des Knaben Wunderhorn, en samling tyska folkvisor utg. av Arnim och Clemens Brentano 1806-08.”
Melodin (D- eller C-moll, 3/4) komponerades av Caroline Sørlie omkring 1910.
Psalmen har översatts till svenska flera gånger, först av Edvard Evers 1917 (Jesus, det renaste), senare av bland annat Catharina Broomé 1984 (Jesus, det skönaste). Den har även fortsättningsvis gärna sjungits på norska både som solosång och allsång, vilket är ovanligt för en norsk psalm i Sverige, medan norrmännen däremot oftare sjunger psalmer på svenska (bland annat Blott en dag).

## Publicerad i
- Frälsningsarméns sångbok 1929 som nr 293 med titeln "Jesus, det skönaste" under rubriken "Jubel, erfarenhet och vittnesbörd".
- Musik till Frälsningsarméns sångbok 1930 som nr 293 med titeln "Jesus, det skönaste"
- Kom 1930 som nr 67 under rubriken "Trosliv och helgelse".
- Sionstoner 1935 som nr 531 med titeln "Jesus, det renaste", under rubriken "Nådens ordning: Trosliv och helgelse"
- Förbundstoner 1957 som nr 58 med titeln "Jesus, det renaste", under rubriken "Guds uppenbarelse i Kristus: Jesu namn".
- Frälsningsarméns sångbok 1968 som nr 310 med titeln "Jesus, det skönaste" under rubriken "Jubel och tacksägelse".
- Den svenska psalmboken 1986 som nr 650 under rubriken "Psalmer på norska", endast med text på norska.
- Svensk psalmbok för den evangelisk-lutherska kyrkan i Finland (1986) som nr 276 under rubriken "Guds nåd i Kristus", med översättning av Edvard Evers.
- Psalmer och Sånger 1987 som nr 375 i Broomés översättning med titeln "Jesus, det skönaste", under rubriken "Fader, Son och Ande - Jesus, vår Herre och broder".[1]
- Frälsningsarméns sångbok 1990 som nr 501 med titeln "Jesus, det skönaste", under rubriken "Lovsång, tillbedjan och tacksägelse"
- Jubla i Herren 1999 som nr 106 i Broomés översättning.
- Verbums psalmbokstillägg 2003 som nr 715 i Broomés översättning, under rubriken "Jesus, vår Herre och broder".
- Lova Herren 2020 som nr 28 med titeln "Jesus, det skönaste", under rubriken "Guds Son, Jesus vår Frälsare"

## Inspelningar
- CD-skivan Svenska folkets psalmer med Ulf Christiansson